# لورانس واتسون
لورانس واتسون هو سياسي كندي، ولد في 31 أكتوبر 1917 في كندا، وتوفي في 22 ديسمبر 1990. حزبياً، نشط في الحزب الكندي التقدمي المحافظ. وقد انتخب عضو مجلس العموم الكندي.